# Kabinet-Gerbrandy II
Het kabinet-Gerbrandy II (ook bekend als London III) was een van de vier Londense kabinetten die tijdens de Tweede Wereldoorlog de Nederlandse regering in ballingschap vormden, die gezeteld waren in Londen.
Op 27 januari 1945 leidde een door minister Burger gehouden radiorede tot het einde van dit kabinet. Burger had er voor gepleit na de oorlog onderscheid te maken tussen 'foute Nederlanders' en 'Nederlanders die fouten hadden gemaakt'. Gerbrandy verzocht hem daarom ontslag te nemen en in Burgers kielzog namen ook de andere SDAP-ministers ontslag.

## Ambtsbekleders
| Ambtsbekleders                                       | Ambtsbekleders                                | Ambtsbekleders                                                | Ministers / Ministerie               | Ministers / Ministerie                                            | Termijn                                                                                      | Partij                     |
| ---------------------------------------------------- | --------------------------------------------- | ------------------------------------------------------------- | ------------------------------------ | ----------------------------------------------------------------- | -------------------------------------------------------------------------------------------- | -------------------------- |
|                                                      | P.S. (Pieter) Gerbrandy                       | mr.dr. P.S. (Pieter) Gerbrandy (1885–1961)                    | Voorzitter                           | Voorzitter                                                        | 3 september 1940 – 25 juni 1945                                                              | ARP                        |
| Minister                                             | P.S. (Pieter) Gerbrandy                       | mr.dr. P.S. (Pieter) Gerbrandy (1885–1961)                    | Algemene Oorlogvoering               | 21 mei 1942 – 25 juni 1945                                        |                                                                                              | ARP                        |
|                                                      | H. (Hendrik) van Boeijen                      | H. (Hendrik) van Boeijen (1889–1947)                          | Minister                             | Algemene Zaken                                                    | 3 september 1940 – 23 februari 1945                                                          | CHU                        |
| Minister                                             | H. (Hendrik) van Boeijen                      | H. (Hendrik) van Boeijen (1889–1947)                          | Binnenlandse Zaken                   | 24 juni 1937 – 31 mei 1944                                        |                                                                                              | CHU                        |
| Minister                                             |                                               | J.A.W. (Jaap) Burger                                          | Binnenlandse Zaken                   | mr. J.A.W. (Jaap) Burger (1904–1986)                              | 31 mei 1944 – 27 januari 1945 (afgetreden)                                                   | SDAP                       |
| Minister                                             |                                               | H. (Hendrik) van Boeijen                                      | Binnenlandse Zaken                   | H. (Hendrik) van Boeijen (1889–1947)                              | 27 januari 1945 – 23 februari 1945 (waarnemend)                                              | CHU                        |
|                                                      | E.N. (Eelco) van Kleffens                     | mr. E.N. (Eelco) van Kleffens (1894–1983)                     | Minister                             | Buitenlandse Zaken                                                | 10 augustus 1939 – 1 maart 1946                                                              | O (Liberaal)               |
|                                                      | M.P.L. (Max) Steenberghe                      | mr. M.P.L. (Max) Steenberghe (1899–1972)                      | Minister                             | Financiën                                                         | 27 juli 1941 – 17 november 1941 (waarnemend)                                                 | RKSP                       |
|                                                      | J.W. (Willem) Albarda                         | ir. J.W. (Willem) Albarda (1877–1957)                         | Minister                             | Financiën                                                         | 17 november 1941 – 9 december 1942                                                           | SDAP                       |
|                                                      | J. (Johannes) van den Broek                   | ir. J. (Johannes) van den Broek (1882–1946)                   | Minister                             | Financiën                                                         | 9 december 1942 – 23 februari 1945                                                           | O (Liberaal)               |
|                                                      | P.S. (Pieter) Gerbrandy                       | mr.dr. P.S. (Pieter) Gerbrandy (1885–1961)                    | Minister                             | Justitie                                                          | 10 augustus 1939 – 21 februari 1942                                                          | ARP                        |
|                                                      | J.R.M. (Jan) van Angeren                      | mr.dr. J.R.M. (Jan) van Angeren (1894–1959)                   | Minister                             | Justitie                                                          | 21 februari 1942 – 12 juli 1944 (afgetreden)                                                 | RKSP                       |
|                                                      | G.J. (Gerrit Jan) van Heuven Goedhart         | mr.dr. G.J. (Gerrit Jan) van Heuven Goedhart (1901–1956)      | Minister                             | Justitie                                                          | 12 juli 1944 – 23 februari 1945                                                              | O                          |
|                                                      | M.P.L. (Max) Steenberghe                      | mr. M.P.L. (Max) Steenberghe (1899–1972)                      | Minister                             | Handel, Nijverheid en Scheepvaart                                 | 10 mei 1940 – 17 november 1941 (afgetreden)                                                  | RKSP                       |
|                                                      | J. (Jan) van den Tempel                       | dr. J. (Jan) van den Tempel (1877–1955)                       | Minister                             | Handel, Nijverheid en Scheepvaart                                 | 17 november 1941 – 8 januari 1942 (waarnemend)                                               | SDAP                       |
|                                                      | P.A. (Piet) Kerstens                          | P.A. (Piet) Kerstens (1896–1958)                              | Minister                             | Handel, Nijverheid en Scheepvaart                                 | 8 januari 1942 – 31 mei 1944 (ontslagen)                                                     | RKSP                       |
|                                                      | J. (Johannes) van den Broek                   | ir. J. (Johannes) van den Broek (1882–1946)                   | Minister                             | Handel, Nijverheid en Landbouw                                    | 31 mei 1944 – 23 februari 1945                                                               | O (Liberaal)               |
|                                                      | H. (Hendrik) van Boeijen                      | H. (Hendrik) van Boeijen (1889–1947)                          | Minister                             | Defensie                                                          | 12 juni 1941 – 27 juli 1941                                                                  | CHU                        |
| Oorlog                                               | H. (Hendrik) van Boeijen                      | H. (Hendrik) van Boeijen (1889–1947)                          | Minister                             | 27 juli 1941 – 15 september 1942                                  |                                                                                              | CHU                        |
| Oorlog                                               |                                               | O.C.A. (Otto) van Lidth de Jeude                              | Minister                             | jhr.ir. O.C.A. (Otto) van Lidth de Jeude (1881–1952)              | 15 september 1942 – 23 februari 1945                                                         | LSP                        |
|                                                      | J.Th. (Johan) Furstner                        | luitenant–admiraal J.Th. (Johan) Furstner (1887–1970)         | Minister                             | Marine                                                            | 27 juli 1941 – 23 februari 1945                                                              | O (Liberaal– Conservatief) |
|                                                      | J. (Jan) van den Tempel                       | dr. J. (Jan) van den Tempel (1877–1955)                       | Minister                             | Sociale Zaken                                                     | 10 augustus 1939 – 23 februari 1945                                                          | SDAP                       |
|                                                      | G. (Gerrit) Bolkestein                        | G. (Gerrit) Bolkestein (1871–1950)                            | Minister                             | Onderwijs, Kunsten en Wetenschappen                               | 10 augustus 1939 – 25 juni 1945                                                              | VDB                        |
|                                                      | J.W. (Willem) Albarda                         | ir. J.W. (Willem) Albarda (1877–1957)                         | Minister                             | Waterstaat                                                        | 10 augustus 1939 – 23 februari 1945                                                          | SDAP                       |
|                                                      | M.P.L. (Max) Steenberghe                      | mr. M.P.L. (Max) Steenberghe (1899–1972)                      | Minister                             | Landbouw en Visserij                                              | 10 mei 1940 – 17 november 1941 (afgetreden)                                                  | RKSP                       |
|                                                      | J. (Jan) van den Tempel                       | dr. J. (Jan) van den Tempel (1877–1955)                       | Minister                             | Landbouw en Visserij                                              | 17 november 1941 – 8 januari 1942 (waarnemend)                                               | SDAP                       |
|                                                      | P.A. (Piet) Kerstens                          | P.A. (Piet) Kerstens (1896–1958)                              | Minister                             | Landbouw en Visserij                                              | 8 januari 1942 – 31 mei 1944 (ontslagen)                                                     | RKSP                       |
|                                                      | J.M. (Jim) de Booy                            | J.M. (Jim) de Booy (1885–1969)                                | Minister                             | Scheepvaart en Visserij                                           | 31 mei 1944 – 23 februari 1945                                                               | O (Liberaal)               |
|                                                      | Ch.J.I.M. (Charles) Welter                    | Ch.J.I.M. (Charles) Welter (1880–1972)                        | Minister                             | Koloniën                                                          | 10 augustus 1939 – 17 november 1941 (afgetreden)                                             | RKSP                       |
|                                                      | P.S. (Pieter) Gerbrandy                       | mr.dr. P.S. (Pieter) Gerbrandy (1885–1961)                    | Minister                             | Koloniën                                                          | 17 november 1941 – 21 mei 1942                                                               | ARP                        |
|                                                      | H.J. (Huib) van Mook                          | mr.dr. H.J. (Huib) van Mook (1894–1965)                       | Minister                             | Koloniën                                                          | 21 mei 1942 – 23 februari 1945                                                               | O (Sociaal- Liberaal)      |
| Ambtsbekleders                                       | Ambtsbekleders                                | Ambtsbekleders                                                | Minister / Portefeuille / Ministerie | Minister / Portefeuille / Ministerie                              | Termijn                                                                                      | Partij                     |
|                                                      | J.A.W. (Jaap) Burger                          | mr. J.A.W. (Jaap) Burger (1904–1986)                          | Minister                             | • Terugkeerbeleid (Binnenlandse Zaken)                            | 11 augustus 1943 – 31 mei 1944 (afgetreden na benoeming tot minister van Binnenlandse Zaken) | SDAP                       |
|                                                      | E.F.M.J. (Edgar) baron Michiels van Verduynen | mr. E.F.M.J. (Edgar) baron Michiels van Verduynen (1885–1952) | Minister                             | • Vervangend minister van Buitenlandse Zaken (Buitenlandse Zaken) | 1 januari 1942 – 25 juni 1945                                                                | O (Liberaal)               |
|                                                      | Adipati Soejono                               | pangeran Adipati Soejono (1886–1943)                          | Minister                             | • Nederlands-Indonesische Politieke Zaken (Koloniën)              | 9 juni 1942 – 5 januari 1943 (overleden)                                                     | O                          |
| Bron: Kabinet-Gerbrandy I en II Parlement & Politiek |                                               |                                                               |                                      |                                                                   |                                                                                              |                            |

## Zonder portefeuille
- Minister van Buitenlandse Zaken: Edgar Michiels van Verduynen (partijloos), van 31 december 1941 tot 23 februari 1945
- Minister van Overzeese Gebiedsdelen: Pangeran Adipati Soejono (partijloos), van 9 juni 1942 tot 5 januari 1943
- Minister van Terugkeerbeleid: Jaap Burger (SDAP), van 11 augustus 1943 tot 31 mei 1944